# فيديريكو ماوريتسيو فون برغر
فيديريكو ماوريتسيو فون برغر (بالألمانية: Friedrich Moritz von Burger)‏ (و. 1804 – 1873 م) هو سياسي، وقانوني من النمسا، والإمبراطورية النمساوية المجرية، والإمبراطورية النمساوية، توفي في فيينا، عن عمر يناهز 69 عاماً.

## مناصب
تولى منصب عضو مجلس النواب ‏
- عضو برلمان فرانكفورت  [لغات أخرى]‏

.

## التعليم
تعلم في جامعة فيينا
.